# Tenupedunculus serraticaudum
Tenupedunculus serraticaudum is een pissebed uit de familie Stenetriidae. De wetenschappelijke naam van de soort is voor het eerst geldig gepubliceerd in 1984 door Oleg Grigor'evich Kussakin & Galina S. Vasina.